# Leiolepis glaurung
Leiolepis glaurung — вид ящірок з родини агамових. Описаний у 2024 році.

## Етимологія
Видовий епітет glaurung відноситься до великого, земного, золотого кольору, безкрилого дракона Глаурунга у Середзем'ї — персонажа, створеного Дж. Р. Р. Толкіном у «Сильмариліоні» (1977). Глаурунг Золотий був батьком усіх драконів і прокладав тунелі в горах, утворюючи нори. Зменшені бічні боки, що розширюються, жовті вентральні та дорсальні кольори ящірки, з конструкцією нір під скелястими відслоненнями схожі на описи Глаурунга, згадані вище, із «Сільмариліону» та «Дітей Гуріна» (Толкін 1977, Толкін та Толкін 2007).

## Поширення
Ендемік Таїланду. Поширений на плато Хорат у провінції Убонратчатхані на сході країни. Типове місцезнаходження — на північний схід від храму Ват Фу Ной у підрайоні Кенг Кхенг, район Кут Хаопун.